# Sant Feliu de Llobregat
Sant Feliu de Llobregat település Spanyolországban, Barcelona tartományban. Lakosainak száma 46 554 fő (2024).

## Földrajza
Sant Feliu de Llobregat Barcelona, Sant Cugat del Vallès, Sant Just Desvern, Sant Joan Despí, Santa Coloma de Cervelló, Sant Vicenç dels Horts és Molins de Rei községekkel határos.

## Testvértelepülések
- Villeneuve-le-Roi

## Népesség
A település lakosságának változását az alábbi diagram mutatja:
| Lakosok száma | 316  | 2990 | 6888 | 8529 | 37 849 | 41 543 | 42 628 | 43 715 | 44 860 | 46 554 |
|               | 1717 | 1887 | 1936 | 1955 | 1981   | 2003   | 2008   | 2014   | 2019   | 2024   |